# Symplecta (Psiloconopa) beringiana
Symplecta (Psiloconopa) beringiana is een tweevleugelige uit de familie steltmuggen (Limoniidae). De soort komt voor in het Palearctisch gebied.